# Maria Goia
Maria Goia (Cervia, 28 de noviembre de 1878 – Cervia, 15 de octubre de 1924) fue una política y sindicalista italiana.

## Biografía
Nacida en Romagna en el seno de una familia de modestas condiciones (el padre, Raimundo, salinero, la madre, Edvige Marzelli, lavandera), forma su carácter en un ambiente muy politizado, en el que también sus hermanos serán militantes del Partido Socialista Italiano, y al finalizar sus estudios obligatorios, es inscrita en la Escuela Normal femenina de Ravenna en 1891, abandonando el instituto y aprendiendo de manera autodidacta, accede en 1897 al primer curso impartido por la escuela normal superior de Forlì, que debe dejar al año siguiente al reducirse los subsidios del ayuntamiento. En estos años maduran sus sentimientos políticos, gracias al estrecho contacto con el mundo proletario y estudiantil, inscribiéndose en el PSI a finales de 1901.
Brillante oradora y propagandista, es señalada no más tarde de dos años después como persona "a vigilar" en algunas notas de la prefectura, en un territorio romañolo y especialmente en el de Rávena, donde las fuerzas de la extrema izquierda estaban tomando el control, para iniciar una confrontaciòn entre los republicanos y los socialistas. En 1901 inaugura la casa socialista de Cervia en presencia de Andrea Costa, interviniendo en varias ocasiones en el debate sobre el movimiento femenino socialista, con conferencias en Umbria, Marche y Friuli, hasta 1906 cuando se casa con el farmacéutico Luigi Ricardi, militante socialista y miembro de la dirección, trasladándose a Suzzara.
Riccardi muere en 1907 sólo ocho meses después de la celebración del matrimonio. Goia se queda viuda, asumiendo en julio de 1907 la secretaria de la cámara local del trabajo, e intuye la necesidad, juntamente con Achille Luppi Menotti de crear un sistema de cooperación integral, y por lo que organizará a los trabajadores locales desocupados en una "cooperativa de producció n metalúrgica": se trata de un paso importante para la cooperación en el ámbito productivo.
A estos acontecimientos se asocia una serie de conferencias en el norte de Italia, en las que insiste sobre su confianza en el ser humano, su rechazo a los métodos violentos y la importancia del papel femenino, dando importancia a la petición del derecho de voto en la de Pordenone (1905, en el círculo socialista de Suzzara en 1908 y en las páginas de La Provincia di Mantova, periódico para el que escribirá Goia hasta 1911. Durante el XIII Congreso del Partido Socialista, las mujeres del partido deliberaron además la constitución de un comité de organización en el que participaron, además de Goia, Anna Kulishova y Angélica Balabanova. Al año siguiente Maria se convertirá en secretaria de la federación socialista de Mantua, reemprendiendo la publicación del semanario La Nuova Terra.
Durante el periodo bélico, alejada de Suzzara por las autoridades militares por sus actividades contra la guerra, se traslada a Florencia hasta que en Navidad de 1916 recibe del ministerio del Interior la autorización para residir donde crea conveniente. Marcha a Milán donde recomienza las actividades sindicales y conferenciantes, siendo operada de una dolencia en 1917. En enero de 1919 obtiene la autorización para volver a Cervia su lugar natal, recomenzando la actividad de tal modo que dos meses después nacen tres círculos socialistas en las facciones de Cervia, a los que se afilian dos círculos juveniles. En agosto de 1919 se funda la cámara del trabajo de Cervia, de la que Maria Goia es secretaria, lo que no le limita para seguir estrechamente el ámbito económico, extendiéndose a los aspectos culturales y educativos de la vida de los ciudadanos con la constitución de la biblioteca popular circundante.
A partir de los últimos meses de 1921, la suerte de la actividad de Goia se liga a la del socialismo como opositores del naciente fascismo, tanto que escapa por poco del asalto a la sede de Ravenna pero tras el congreso de Livorno desparece del debate político nacional, no sin antes, aunque enferma, confortar a la madre de Giacomo Matteotti. Muere en Cervia el 15 de octubre de 1924, recibiendo como homenaje en 2010 su nombre la biblioteca de su ciudad natal.